# Caloptilia oenopella
Caloptilia oenopella är en fjärilsart som först beskrevs av Edward Meyrick 1880.  Caloptilia oenopella ingår i släktet Caloptilia och familjen styltmalar. Inga underarter finns listade i Catalogue of Life.